# Пловдив (връх)
Вижте пояснителната страница за други значения на Пловдив.
Пловдив (62°41′25.8″ ю. ш. 60°05′30″ з. д. / 62.6905° ю. ш. 60.091667° з. д.) е покрит с лед връх на остров Ливингстън. Получава това име в чест на град Пловдив през 2002 г.

## Описание
Издига се на 1040 m н.в. над ледника Искър на север-североизток и ледника Магура на юг. Разположен е 3,15 km на изток-североизток от Големия Иглен връх, 1,17 km източно от връх Хелмет, 3,48 km южно от нос Яна, 1,92 km западно от връх Кубер и 4,22 km северно от нос Макийн.

## Картографиране
Британска топографска карта на върха като част от остров Ливингстън от 1968 г., аржентинска от 1980 г. и българска карта от 2005 и 2009 г. в резултат на топографски проучвания през 2004/05 от експедиция „Тангра“.

## Карти
- South Shetland Islands. Scale 1:200000 topographic map No. 3373. DOS 610 – W 62 58. Tolworth, UK, 1968.
- Islas Livingston y Decepción. Mapa topográfico a escala 1:100000. Madrid: Servicio Geográfico del Ejército, 1991.
- S. Soccol, D. Gildea and J. Bath. Livingston Island, Antarctica. Scale 1:100000 satellite map. The Omega Foundation, USA, 2004.
- L.L. Ivanov et al, Antarctica: Livingston Island, South Shetland Islands (from English Strait to Morton Strait, with illustrations and ice-cover distribution), 1:100000 scale topographic map, Antarctic Place-names Commission of Bulgaria, Sofia, 2005.
- Л. Иванов. Антарктика: Остров Ливингстън и острови Гринуич, Робърт, Сноу и Смит. Топографска карта в мащаб 1:120000. Троян: Фондация Манфред Вьорнер, 2009. ISBN 978-954-92032-4-0 (Допълнено второ издание 2010. ISBN 978-954-92032-8-8)
- Л. Иванов. Карта на остров Ливингстън. В: Иванов, Л. и Н. Иванова. Антарктика: Природа, история, усвояване, географски имена и българско участие. София: Фондация Манфред Вьорнер, 2014. с. 18-19. ISBN 978-619-90008-1-6
- Antarctic Digital Database (ADD). Scale 1:250000 topographic map of Antarctica. Scientific Committee on Antarctic Research (SCAR). Since 1993, regularly upgraded and updated.